# Manuel Lozano Obispo
Manuel Lozano Obispo (Santiago de Compostel·la, 30 de març de 1990) és un actor espanyol de cinema i televisió.

## Biografia
Aquest jove actor, amb només nou anys va ser triat per a protagonitzar la pel·lícula La lengua de las mariposas, de José Luis Cuerda (adaptació al cinema d'un relat de Manuel Rivas). José Luis Cuerda va realitzar un càsting per una desena de col·legis de Galícia, i de milers d'entrevistats, es va decantar per triar-lo a ell com el protagonista del seu film.
Des de llavors ha participat en diversos llargmetratges, diversos d'ells sota la direcció de José Luis Garci, i col·laborat en diferents sèries de televisió.
Actualment és estudiant d'arquitectura a l'ETSAC.

## Cinema

### Llargmetratges
- Somos gente honrada (2013), d'Alejandro Marzoa. Produïda per VacaFilms i El Terrat
- Sinbad (2011), d'Antón Dobao
- Mia Sarah (2006), de Gustavo Ron - Com Samuel
- Tiovivo c. 1950 (2004), de José Luis Garci - Com Quique. Produïda per Nickel Odeon y Enrique Cerezo P.C.
- Eres mi héroe (2003), de Antonio Cuadri - Com Ramón
- Nos miran (2002), de Norberto López Amado - Com Álex García. Produïda per Bocaboca Producciones y Hera International Film
- Historia de un beso (2002), de José Luis Garci - Com Julipín. Produïda per Nickel Odeon i Enrique Cerezo P.C.
- Más pena que gloria (2001), de Víctor García León - Com Lucas
- Lázaro de Tormes (2001), de Fernando Fernán Gómez i José Luis García Sánchez - Com Lazarillo. Produïda per LolaFilms
- You're the one (2000), de José Luis Garci - Com Juanito. Produïda per Nickel Odeon i Enrique Cerezo P.C.
- La lengua de las mariposas (1999), de José Luis Cuerda - Com Moncho

### Curtmetratges
- Summertime (2013), de Diego Pazó
- El camino de la vida (2009), de Breogán Riveiro produït per Formato Producciones
- Caracolas (2008), de Miguel Caruncho

## Televisió
- Hotel Almirante (2014). TVG, FORTA
- Códice (2014). TVG
- Lo que ha llovido (2012). Canal Sur Televisión, FORTA
- La Atlántida (2007). Produïda per Televisó de Catalunya TV3 i TVG per FORTA
- Hospital Central (2005). Telecinco
- Avenida América (2002). TVG
- Paraíso (2002). La 1 de TVE - Com Héctor Aníbal
- Nada es para siempre (1999-2000). Antena 3 - Com Dani

## Premios i nominacions

### 2003
- Premi del Jurat al 'Millor Actor' al Fort Lauderdale International Film Festival per Eres mi héroe.

### 2001
- Nominat als Young Artist Awards (Los Angeles) com a 'Millor Actor en un Film Estranger' per La lengua de las mariposas.

### 2000
- Nominat als Premis Goya al 'Millor Actor Revelació' per La lengua de las mariposas.
- Premi al 'Millor Actor' al Festival d'Estepona per La lengua de las mariposas.
- Premi al 'Millor Actor' al Festival de Cartagena per La lengua de las mariposas.